# Torsten Lindberg

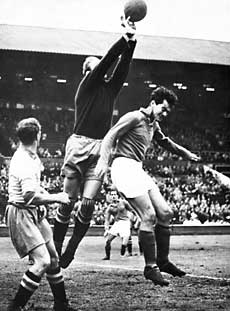
Lindberg bei den Olympischen Spielen 1948

Torsten Gustav Adolf Lindberg (* 14. April 1917 in Nässjö; † 31. August 2009 in Malmö) war ein schwedischer Fußballnationalspieler und -trainer. Der Torwart gewann mit der schwedischen Nationalmannschaft Olympiagold sowie mit IFK Norrköping sechs Meistertitel. Als Trainer von Djurgårdens IF fügte er seiner Titelsammlung zwei weitere Meisterschaften hinzu.

## Werdegang

### Spielerlaufbahn
Lindberg begann 1934 seine Fußballlaufbahn als Torwart bei Husqvarna IF in der Division II. 1937 ging er zu IK Tord, ehe er 1940 als 23-Jähriger zu IFK Norrköping in die Allsvenskan wechselte. Bei seinem neuen Klub etablierte er sich als Stammspieler im Tor. An der Seite von Birger Rosengren, Knut Nordahl und Lennart Wigren leitete er mit der Mannschaft in der Spielzeit 1942/43 die erfolgreichste Zeit des Vereins ein, als erstmals in der Vereinsgeschichte der Von-Rosens-Pokal für die schwedische Meisterschaft gewonnen wurde. Zudem zog die Mannschaft ins Pokalfinale gegen AIK ein. Nachdem das erste Spiel mit einem 0:0-Unentschieden geendet hatte, gelang durch einen 5:2-Erfolg im Wiederholungsmatch der Gewinn des Pokals und damit des Doubles.
Mit Lindberg als Rückhalt kassierte die Mannschaft in der Spielzeit 1944/45 lediglich 23 Gegentore und da mit Gunnar Nordahl zudem der Torschützenkönig gestellt wurde, gelang der erneute Meisterschaftsgewinn. Dieser wurde mit einem 4:1-Erfolg über Vorjahresmeister Malmö FF im Pokalfinale mit dem erneuten Double-Gewinn gekrönt. Mit einer hinsichtlich der Stammkräfte kaum veränderten Mannschaft, in der lediglich mit Georg Ericson ein neuer Mann zu den elf am meisten eingesetzten Spielern gehörte, verteidigte der Klub mit fünf Punkten Vorsprung auf Malmö FF die Meisterschaft. Die dominierende Stellung behielt Lindbergs Mannschaft in den folgenden Jahren aufrecht und schaffte nach den Titelgewinnen in den Spielzeiten 1946/47 und 1947/48 vier Meisterschaften in Serie.
1947 honorierte der Svenska Fotbollförbundet Lindbergs Leistungen und berief den 30-Jährigen erstmals in die Nationalmannschaft. Beim 4:1-Erfolg über die dänische Nationalmannschaft am 15. Juni des Jahres hütete er erstmals das Auswahltor. In der Folge etablierte er sich im Nationaljersey und gehörte als Stammtorhüter zum Kader der Landesauswahl bei den Olympischen Spielen 1948. Mit der Mannschaft um die Nordahl-Brüder, Nils Liedholm und Gunnar Gren kassierte er im gesamten Turnierverlauf nur drei Gegentore und gewann nach einem 3:1-Endspielsieg über Jugoslawien die Goldmedaille des Fußballturniers.
Die Spielzeiten im Anschluss an das Olympiaturnier verliefen für Lindberg und IFK Norrköping durchwachsen und es gelangen nur Plätze im Mittelfeld der Liga. Zudem bekam er im Laufe des Jahres 1949 in der Nationalmannschaft mit Kalle Svensson von Helsingborgs IF einen starken Konkurrenten um den Platz zwischen den Pfosten, der ihn 1950 verdrängte. Daher saß er bei der Weltmeisterschaftsendrunde 1950 lediglich auf der Ersatzbank und musste zusehen, wie der Konkurrent durch gute Leistungen zum dritten Platz hinter Weltmeister Uruguay und Brasilien beitrug und sich den Spitznamen Rio-Kalle verdiente. Am 21. Oktober 1951 kam er gegen Dänemark zu seinem Abschiedsspiel und beendete nach 19 Länderspielen seine Nationalmannschaftskarriere. Am Ende der Spielzeit 1951/52 beendete er nach 12 Spielzeiten und 243 Erstligaspielen seine aktive Laufbahn und verabschiedete sich mit dem sechsten Meistertitel seiner Karriere. Im selben Jahr spielte er mit dem Klub anlässlich der Feier zum 50. Geburtstag von Real Madrid gegen den spanischen Klub.
Lindberg spielte zudem als Jugendlicher Tischtennis bei Rumlaborgs BTK und nahm für den Klub an regionalen Meisterschaften teil.

### Trainerkarriere
Nach Ende seiner aktiven Laufbahn wechselte Lindberg auf die Trainerbank. Zunächst arbeitete er zwischen 1953 und 1954 als Trainer von IFK Norrköping. Später trainierte er unter anderem Motala AIF, IFK Stockholm, Djurgårdens IF, IK Sirius, AIK und Väsby IK. Mit Djurgårdens IF gelang ihm in den Spielzeiten 1964 und 1966 jeweils der Gewinn des schwedischen Meistertitels. Parallel arbeitete er zwischen 1958 und 1965 mit der schwedischen Nationalmannschaft. Als Assistent von George Raynor, dem Betreuer der seinerzeit noch von einem Auswahlkomitee berufenen Auswahlmannschaft, wurde er mit der Mannschaft bei der Weltmeisterschaftsendrunde 1958 Vizeweltmeister im eigenen Land.

## Erfolge

### Spieler
- Olympiasieger: 1948
- Weltmeisterschaftsdritter: 1950
- Schwedischer Meister: 1943, 1945, 1946, 1947, 1948, 1952
- Schwedischer Pokalsieger: 1943, 1945

### Trainer
- Vizeweltmeister: 1958 (Trainerassistent)
- Schwedischer Meister: 1964, 1966